# Конвалія травнева (заказник)
Конва́лія травне́ва — ботанічний заказник місцевого значення в Україні. Об'єкт природно-заповідного фонду Хмельницької області. 
Розташований у межах Плужненської сільської громади Шепетівського району Хмельницької області, на північ від села Михайлівка. 
Площа 39,9 га. Статус присвоєно згідно з рішенням сесії обласної ради народних депутатів від 25.12.1992 року. Перебуває у віданні ДП «Ізяславський лісгосп» (Плужнянське л-во, кв. 30, вид. 12, 14, 23; кв. 42, вид. 1, 2, 5, 6, 8). 
Статус присвоєно для збереження частини лісового масиву з насадженнями сосни, в якому зростає лікарська рослина — конвалія травнева.